# Grass Valley (azienda)
La Grass Valley, nota in precedenza come Grass Valley Group (GVG), è un'azienda specializzata nella produzione di apparecchiature televisive. Nota soprattutto per i suoi mixer, è ora parte del gruppo francese Thomson, e il marchio Grass Valley è usato per una gamma piuttosto ampia di prodotti, dalle telecamera ai telecinema ai prodotti per la cinematografia digitale, nonché ai consueti mixer video, matrici e console per emissione.

## Storia
La Grass Valley fu fondata come piccola azienda di ricerca e sviluppo nel 1958 da Donald Hare, nella cittadina di Grass Valley (California), da cui la compagnia prese il nome. Il primo prodotto, un distributore video, fu presentato nel 1964, e nel 1968 venne introdotto il primo mixer, il prodotto di punta da allora in poi associato al marchio dell'azienda.
La compagnia si fuse con la Tektronix nel 1974. La Tektronix vendette poi la sua sezione televisiva a un investitore privato, che la reincorporò nell'azienda con il nome di Grass Valley Group Inc. Nel 2002, la Thomson SA acquisì la Grass Valley Group.